# لاتيتيا دوش
لاتيتيا دوش (بالفرنسية: Lætitia Dosch)‏ (مواليد 1 سبتمبر 1980 في باريس ، فرنسا) هي ممثلة فرنسية وسويسرية وكاتبة مسرحية ومخرجة.

## روابط خارجية
- لاتيتيا دوش على موقع IMDb (الإنجليزية)
- لاتيتيا دوش على موقع ميتاكريتيك (الإنجليزية)
- لاتيتيا دوش على موقع روتن توميتوز (الإنجليزية)
- لاتيتيا دوش على موقع ألو سيني (الفرنسية)
- لاتيتيا دوش على موقع ميوزك برينز (الإنجليزية)
- لاتيتيا دوش على موقع قاعدة بيانات الفيلم (الإنجليزية)
- لاتيتيا دوش على موقع كينوبويسك (الروسية)